# Donny Grant
Donny Grant Zamora  (ur. 12 kwietnia 1976) – kostarykański piłkarz występujący na pozycji bramkarza.

## Kariera klubowa
Grant seniorską karierę rozpoczął w 1998 roku w drugoligowym zespole AD Limonense. Na początku 2002 roku przeszedł do Santosu Guápiles z Primera División de Costa Rica. Jego barwy reprezentował przez pół roku. Następnie grał w innych zespołach tej ligi: Municipal Pérez Zeledón, CS Cartaginés oraz AD San Carlos, a w 2011 roku trafił do CD Saprissa.

## Kariera reprezentacyjna
W reprezentacji Kostaryki Grant zadebiutował w 2005 roku. W tym samym roku został powołany do kadry na Złoty Puchar CONCACAF. Nie zagrał na nim ani razu, a Kostaryka odpadła z turnieju w ćwierćfinale.
W 2011 roku Grant ponownie wziął udział w Złotym Pucharze CONCACAF. Nie wystąpił jednak na nim w żadnym spotkaniu. Z tamtego turnieju Kostaryka odpadła w ćwierćfinale.